# Luo-che (prefektura)
Luo-che  (čínsky pchin-jinem Luòhé, znaky 漯河) je městská prefektura v Čínské lidové republice. Patří k provincii Che-nan, kde sousedí na severu se Sü-čchangem, na východě s Čou-kchou, na jihu s Ču-ma-tienem a na západě s Pching-ting-šanem.
Celá prefektura má rozlohu 2 694 čtverečních kilometrů a necelé dva a půl milionu obyvatel.
Od severu k jihu prochází přes Luo-che železniční trať Peking – Kanton.

## Správní členění
Městská prefektura Luo-che se člení na pět celků okresní úrovně, a sice tři městské obvody a dva okresy.
| Jüan-chuej Jen-čcheng Šao-ling okres · Wu-jang okres · Lin-jing |        |                       |             |                                         |
| Název                                                           | Název  | Počet obyvatel (2020) | Rozloha km² | Hustota zalidnění (obyv. na km²) (2020) |
| český přepis                                                    | znaky  | Počet obyvatel (2020) | Rozloha km² | Hustota zalidnění (obyv. na km²) (2020) |
| Městské obvody                                                  |        |                       |             |                                         |
| Jüan-chuej                                                      | 源汇区 | 322 334               | 230         | 1 405                                   |
| Jen-čcheng                                                      | 郾城区 | 505 302               | 453         | 1 115                                   |
| Šao-ling                                                        | 召陵区 | 499 051               | 434         | 1 149                                   |
| Okresy                                                          |        |                       |             |                                         |
| Wu-jang                                                         | 舞阳县 | 447 130               | 775         | 577                                     |
| Lin-jing                                                        | 临颍县 | 593 673               | 803         | 739                                     |
|                                                                 |        |                       |             |                                         |
| Celkem                                                          | Celkem | 2 367 490             | 2 694       | 879                                     |

## Partnerská města
- Ipswich, Spojené království